# 八代市立第七中学校
八代市立第七中学校（やつしろしりつ だいななちゅうがっこう）は、熊本県八代市郡築七番町にある市立中学校。

## 沿革
- 1947年（昭和22年）4月 - 八代市立築地中学校設置
- 1950年（昭和25年）八代市から分離したことに伴い郡築村立郡築中学校に改称
- 1954年（昭和29年）7月1日 - 八代市に再合併、八代市立第七中学校と改名